# École polytechnique universitaire de Montpellier
 (août 2023).
Polytech Montpellier
Polytech Montpellier, anciennement Institut des Sciences de l'Ingénieur de Montpellier (ISIM) est l'une des 204 écoles d'ingénieurs françaises accréditées au 1er septembre 2020 à délivrer un diplôme d'ingénieur.
Composante de l'Université de Montpellier de formation d'ingénieurs (BAC+5) et de recherche fondée en 1970, l'école a été officiellement reconnue par la Commission des Titres d'Ingénieur (CTI) en 1974 et fait partie de la Conférence des grandes écoles et du réseau Polytech.

## Historique
En 2003, l'Institut des Sciences de l'Ingénieur de Montpellier (ISIM) devient Polytech Montpellier.
L'école était une composante de l'Université Montpellier 2 jusqu'en 2014. À la suite de la fusion des universités de Montpellier 1 et 2 le 1er janvier 2015, Polytech Montpellier fait désormais partie de l'Université de Montpellier.
| Période     | Nom                    | Qualité |
| ----------- | ---------------------- | ------- |
| 1974-1982   | Christian Durante      | PU      |
| 1982-1989   | Jean Crouzet           | PU      |
| 1989-1999   | Serge Peytavin         | PU      |
| 1999-2005   | Michel Desbordes       | PU      |
| 2005-2009   | Jean-Marie Navarro     | PU      |
| 2009-2019   | Serge Pravossoudovitch | PU      |
| depuis 2019 | Lionel Torres          | PU      |

## Formations

### Le cycle préparatoire PeiP
L'école propose le parcours des écoles d'ingénieurs Polytech (PeiP) pour les deux années après le baccalauréat. Les candidats doivent passer le concours Geipi Polytech, où en fonction des notes du dossier, les candidats passent soit un entretien oral (25 à 30 % des candidats), soit des épreuves écrites.
Les deux parcours généraux proposés sont : 
- parcours STI (Sciences et Technologies de l'Ingénieur), offrant l'accès à la quasi-totalité des formations de cycle ingénieur au sein du réseau Polytech ;
- parcours BIO, orienté biologie et ne donnant accès qu'à certaines formations ultérieures au sein du réseau Polytech.

Deux autres parcours plus adaptés sont également proposés : le parcours PACES pour les étudiants issus de la Première année commune aux études de santé et intégrant directement la deuxième année du cycle préparatoire,, et le parcours STI2D pour les étudiants ayant obtenu un baccalauréat technologique STI2D.
À l'issue de cette formation, les élèves ont un accès direct et de droit à l'une des écoles du réseau (sans concours mais avec prise en compte du classement interne du réseau Polytech). Par ailleurs, si leur projet professionnel a changé, les étudiants ayant validé les première et deuxième années de Licence peuvent postuler en L3 ou une autre formation requérant le niveau L2.

### Les formations continues d'ingénieur
Polytech Montpellier propose ensuite sept formations continues (sous statut étudiant) accessibles après les deux ans de classe préparatoire PeiP ou un diplôme de niveau bac+2 (DUT, BTS, etc.), mais aussi pour les étudiants provenant de CPGE :
- Informatique et Gestion  ;
- Matériaux  ;
- Microélectronique et Automatique  (anciennement Électronique et Informatique Industrielle, EII)
- Sciences et Technologies de l'Eau ;
- Génie  Biologique et  Agroalimentaire  (Sciences et Technologies des Industries Alimentaires, STIA, jusqu'au 12 octobre 2015) ;
- Mécanique et Interactions.

Le département Énergies Renouvelables, formation délocalisée au sein de la plate-forme Tecnosud à Perpignan, est devenu indépendant de Polytech Montpellier pour la rentrée 2016. Il devient une nouvelle école interne aux universités sous le nom de Sup'ENR à l'Université de Perpignan Via Domitia, et dont les modalités d'admission ont changé puisque ne faisant plus partie du Réseau Polytech.

### Les formations d'ingénieur par apprentissage
En plus des formations d'ingénieur classiques, quatre formations par apprentissage (sous statut d'étudiant apprenti) sont proposées en partenariat avec le CFA Régional de  l'Enseignement Supérieur Sud de France :
- Mécanique des Structures Industrielles (ex-Fabrication et Qualité des Structures Chaudronnées, délocalisée dans les locaux de l'IUT de Nîmes.)
- Développement informatique et exploitation Opérationnelle
- Eau et Génie civil
- Systèmes Embarqués

## Anciens élèves
- Nathalie Gontard